# Euphorbia gypsicola
Euphorbia gypsicola là một loài thực vật có hoa trong họ Đại kích. Loài này được Rech.f. & Aellen mô tả khoa học đầu tiên năm 1951.